# Муракино (Московская область)
Муракино — деревня в городском округе Мытищи Московской области России. Население — 10 чел. (2010).

## География
Расположена на севере Московской области, в северной части Мытищинского района, примерно в 28 км к северу от центра города Мытищи и 26 км от Московской кольцевой автодороги. Южнее деревни находится Икшинское водохранилище системы канала имени Москвы.
В деревне 4 улицы — Динамичная, Неспешная, Пешеходная и Садовая. Ближайшие населённые пункты — деревни Большое Ивановское, Голенищево, Протасово и посёлок Лётчик-Испытатель.

## Население
| 1852 | 1859 | 1890 | 1899 | 1926 | 2002 | 2010 |
| ---- | ---- | ---- | ---- | ---- | ---- | ---- |
| 57   | ↘52  | ↗84  | ↘76  | ↗108 | ↘6   | ↗10  |

## История
Муракино, деревня 2-го стана, Государственных Имуществ, 28 душ м. п., 29 ж., 10 дворов, 38 верст от Бутырской заставы, по Дмитровскому тракту, вправо 1 верста.— Нистрем К. Указатель селений и жителей уездов Московской губернии, 1852
В «Списке населённых мест» 1862 года — казённая деревня Московского уезда по правую сторону Дмитровского тракта (из Москвы в Калязин), в 39 верстах от губернского города и 24 верстах от становой квартиры, при речке Черноземихе, с 10 дворами и 52 жителями (26 мужчин, 26 женщин).
По данным на 1899 год — деревня Марфинской волости Московского уезда с 76 жителями.
В 1913 году — 15 дворов.
По материалам Всесоюзной переписи населения 1926 года — деревня Больше-Ивановского сельсовета Трудовой волости Московского уезда в 1 км от Дмитровского шоссе и 6 км от станции Икша Савёловской железной дороги, проживало 108 жителей (46 мужчин, 62 женщины), насчитывалось 17 крестьянских хозяйств.
С 1929 года — населённый пункт в составе Коммунистического района Московского округа Московской области. Постановлением ЦИК и СНК от 23 июля 1930 года округа как административно-территориальные единицы были ликвидированы.
1929—1935 гг. — деревня Больше-Ивановского сельсовета Коммунистического района.
1935—1939 гг. — деревня Больше-Ивановского сельсовета Дмитровского района.
1939—1960 гг. — деревня Протасовского сельсовета Дмитровского района.
1960—1963, 1965—1994 гг. — деревня Протасовского сельсовета Мытищинского района.
1963—1965 гг. — деревня Протасовского сельсовета Мытищинского укрупнённого сельского района.
1994—2006 гг. — деревня Протасовского сельского округа Мытищинского района.
2006—2015 гг. — деревня сельского поселения Федоскинское Мытищинского района.